# HMS Audacious (1912)
HMS Audacious byla bitevní loď typu dreadnought britského královského námořnictva, patřící ke třídě King George V. Její operační nasazení v první světové válce bylo jen velmi krátké, neboť se dne 27. října 1914 potopila při cestě na cvičnou dělostřelbu. Najela na minu položenou německým pomocným křižníkem SS Berlin.

## Stavba

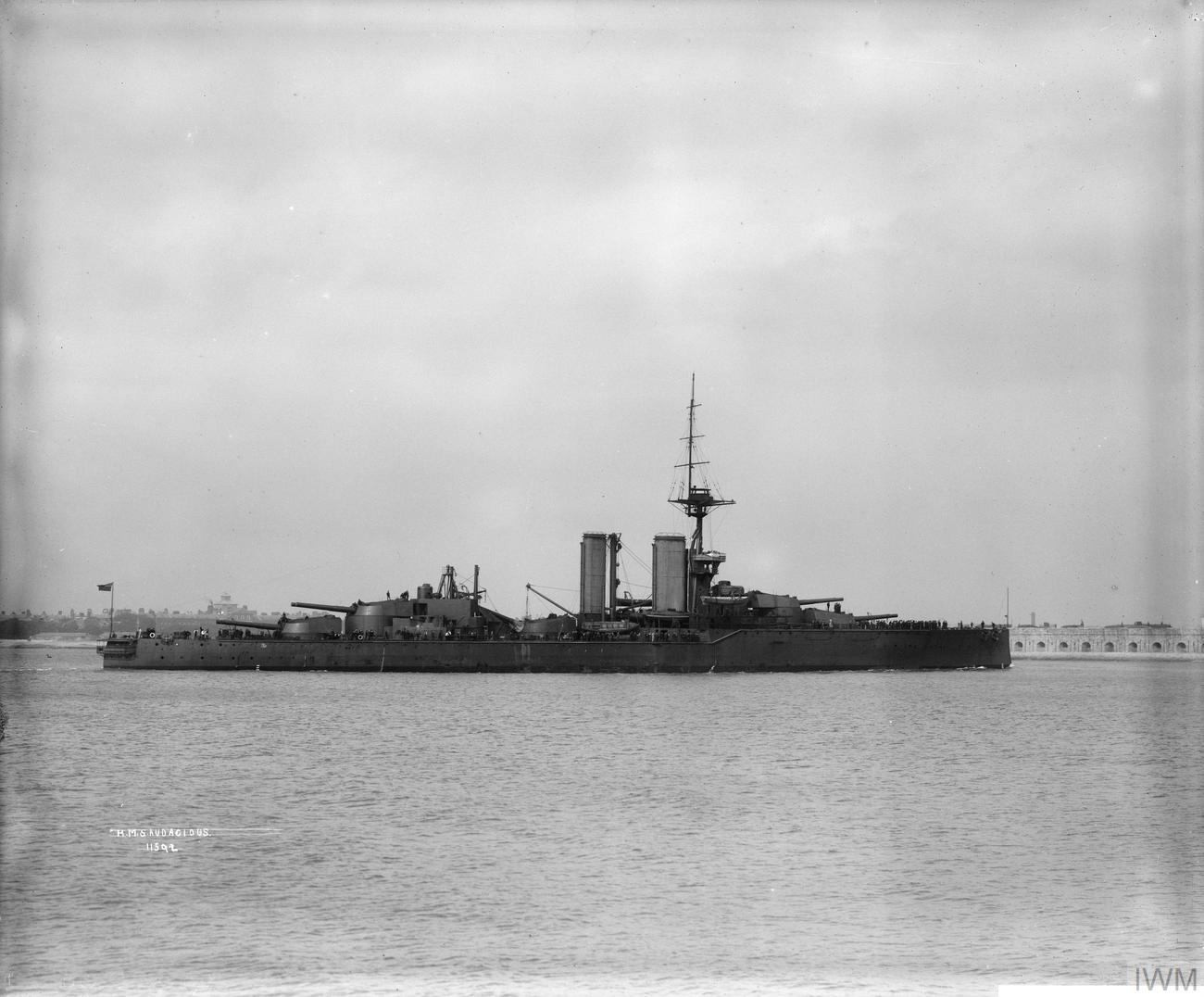
Audacious

Plavidlo postavila v letech 1911–1913 britská loděnice Cammell Laird v Birkenheadu.

## Konstrukce

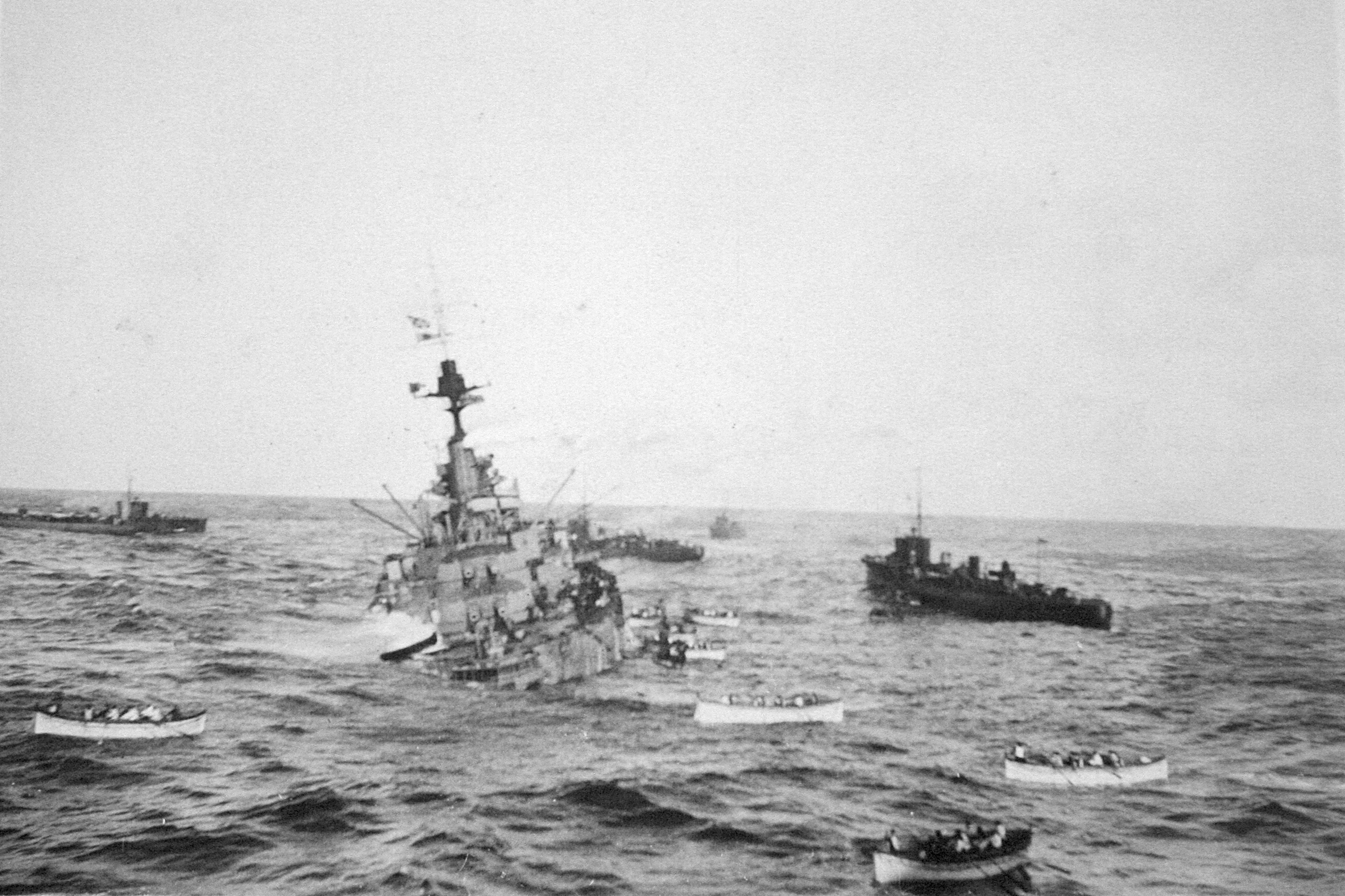
Potápějící se Audacious. Záchranné čluny odváží posádku na osobní loď Olympic, z jejíž paluby byla pořízena tato fotografie

Hlavní výzbroj tvořilo deset 343mm kanónů v pěti dvoudělových věžích umístěných v ose trupu. Doplňovalo je šestnáct 102mm kanónů, čtyři 47mm kanóny a tři 533mm torpédomety. Pohonný systém tvořilo osmnáct kotlů Babcock & Wilcox (Audacious a Centurion měly kotle Yarrow) a čtyři parní turbíny Parsons o výkonu 31 000 ihp, pohánějící čtyři lodní šrouby. Nejvyšší rychlost dosahovala 21 uzlů. Dosah byl 6730 námořních mil při rychlosti 10 uzlů.